# Mal Evans
Mal Evans, Malcolm Frederick Evans (1935. május 27. – 1976. január 5.) a The Beatles egykori útimarsallja, személyi asszisztense, a zenekar barátja, zenei producer.
A 60-as évek elején Evans a brit posta alkalmazottja volt, emellett részmunkaidőben kidobóember ember a Cavern Clubban, Liverpoolban. A Beatles menedzsere, Brian Epstein ezután alkalmazta úti menedzserként Neil Aspinall-lal együtt. Peter Brown, Epstein személyzetének tagja úgy jellemezte Evanst, hogy jóságos, de fenyegető külsejű fiatalember volt. Közreműködött a Beatles lemezfelvételeinél és a filmjeikben is feltűnt. Miután a zenekar 1966-ban abbahagyta a koncertezést, Evans asszisztensként dolgozott tovább egészen az 1970-es feloszlásig. 1969-től lemezproducer is volt.

## Korai évek
Mal Evans gyermekkorának részletei – születési dátuma kivételével – ismeretlenek. Annyi bizonyos, hogy 1961-ben megnősült és fia született. A Beatlest a Cavernben hallotta először, mikor egy ebédszünetben átugrott megnézni őket. Azonnal elkötelezett rajongójukká vált, bár a bálványa akkoriban Elvis Presley volt.
A Beatles-fiúk közül először George Harrison-nal barátkozott össze, aki beajánlotta a tulajnak, Ray McFallnak, aki kidobót keresett éppen. Az akkor 27 éves Evans hamar elfogadott ajtónálló lett, mert bár vastagkeretes szemüveget viselt, 197 cm magassága tekintélyt parancsolt a rendbontó rajongók előtt. Az 1962-es évről azt írta naplójában, hogy csodálatos év volt: van felesége, fia, lakása, autója, munkahelye.

## Mal és a Beatles
Három hónappal azután, hogy dolgozni kezdett a Cavernben, Epstein szerződtette őt és Aspinallt, hogy a Beatles turnéin vezessék az együttes mikrobuszát, pakolják és állítsák be az együttes cuccait színpadon. Evansnek ezen kívül ezernyi más feladata is volt. Testőrködött a fiúk mellett, ő vásárolta be az összes szükséges holmit a ruhaneműtől a kajáig. Ha John Lennonnak új zokni kellett, Evans pattant zokniért. Ha Ringo Starrnak új alsónadrág kellett orvosi vizsgálathoz, Evans pattant és hozott neki – egyszer véletlenül női bugyit… Besegített Aspinallal együtt az autogramosztásba is – ha a Beatles túl elfoglalt volt, relikviák ezreire kanyarították oda tökéletesen a gombafejűek bármelyikének szignóját.
Testőri feladatai a Beatlemania erősödésével szaporodtak. A zenekar első Párizsi fellépéseire magával vihette a családját is, de a tömegben védelmükre kelve bunyóba keveredett a fotósokkal. Elmondta azt is, hogy azért vezet Austin Princess limuzint Daimler, Bentley, vagy Rolls-Royce helyett, mert annak szélesebb ajtóin a fiúk hamarabb be tudnak menekülni a hisztérikus rajongók elől.

## Barátsága a fiúkkal
Evans a sűrű koncertsorozatok miatt agyonhajszolt Beatles-fiúk minden kicsapongásában haver volt. Miután Amerikában megismerkedtek a cannabisszal, gyakran együtt füvezett velük. Egyszer még McCartney bódult látomásait is megpróbálta papírra vetni, de hát maga sem volt tiszta, és csak annyi sikerült leírnia, hogy Paul hét szintet lát az életből. Lennonnal egyszer egy úszómedencében rendezett füves cigi szívó versenyt. Előfordult, hogy koncert közben, titokban, a színfalak mögül ő látta el whisky-vel a csapatot. 
Manilában együtt volt velük, amikor távozásukkor szó szerint megverték a Beatles tagjait. Történt ugyanis, hogy a Fülöp-szigetek diktátorának, Marcosnak a felesége ottlétükkor fogadást rendezett, de a fiúk nem vették komolyan és inkább pihentek koncert után. Ezt olyan mértékű sértésnek vették a helyiek, hogy a repülőtéren másnap fizikai inzultusok közepette jutottak el a gépükig, sőt az ottani koncertért kapott több ezer fontot is vissza kellett adniuk, csak hogy elmenekülhessenek. Evans úgy emlékszik vissza erre a bunyóra, hogy azt érezte: vagy bebörtönzik, vagy megölik őket.
A Beatles 1966. augusztus 29-én adta utolsó koncertjét a Candlestick Park-ban, San Franciscóban. Evans ezután is folytatta a Beatles mellett a stúdiómunkát és az ügyintézést.
McCartney-vel egyszer Kenyában nyaraltak. A készülő új nagylemeznek még nem volt címe, Paul is ezen törte a fejét, amikor Evans ártatlan képpel az étkezőasztali fűszertartón olvasható neveket sugallta neki: S (salt = só) és P (pepper = bors). Ebből született (utólagos kiegészítéssel) a Sgt. Pepper, azaz a Bors őrmester ötlete (Sgt. Pepper’s Lonely Hearts Club Band)
1967 tavaszán elkísérte Pault Los Angelesbe meglátogatni akkori menyasszonyát, Jane Ashert, aki az Old Vic színházzal szerepelt. Hármasban kirándultak a Sziklás-hegységben és Frank Sinatra repülőjével mentek vissza Denverből Los Angelesbe.
Evans 1967 végén Görögországba utazott a fiúkkal, akik azt tervezték, vesznek egy görög szigetet, és mindannyian ott fognak élni. Evans és családja benne volt a dologban, ami végül kivitelezhetetlen maradt.

## Az utolsó év a feloszlásig
Evans 1969 áprilisáig programok végrehajtását irányító-segítő pozícióban dolgozott a Beatles mellett. Ekkor lett Allen Klein az új menedzser, akinek nem tetszett a felállás. Evansra és Aspinallra például azt mondta, hogy „úgy élnek itt, mint valami kibaszott császárok”, és kirúgta volna őket, de Paul, Ringo és George kiállt mellettük és megtarthatták pozíciójukat.
1969 szeptemberében elkísérte az a csapatot Kanadába, amelynek tagjai Lennon, Yoko Ono, Klaus Voormann, Alan White és Eric Clapton voltak, és a Toronto Rock and Roll Revival koncerten léptek fel. Evans azt mondta erről az útról, hogy minden pillanatát élvezte, boldog volt, hogy 3 év után újra színpadi munkát végezhetett egy koncerten.

## Evans zenei közreműködése
Evans a Beatles sok dalának felvételénél közreműködött. Énekelt a Yellow Submarine kórusában, Az A Day in the Life c. dalban ő felügyelte azt az ébresztőórát, amellyel a ritmusszüneteket ellenőrizték, s a dal végi zongoraakkordot ő nyomja le 4 másik segítővel együtt. Harmonikázott a Being for the Benefit of Mr. Kite!-ben, tamburázott a Dear Prudence-ben, trombitált a Helter Skelter-ben, vagy éppen egy vödör kavicsot rázott a ritmusszekció színesítésére a You Know My Name (Look Up A Number)-ben.

## Evans a Beatles filmjeiben
Evans feltűnik a Beatles több filmjében is: A Hard Day's Night, Help!, Magical Mystery Tour, Let It Be.

## A Beatles után
1968-ban Evans hallotta koncertezni a Badfinger-t, és az Apple cégen keresztül producerként segítette több daluk felvételét 1969-70-ben. Ezek közül leghíresebb a No Matter What volt, amelyik felkerült a Billboard Top 10 listájára 1970 decemberében. Felfedezte a Splinter nevű csapatot, az Apple-hoz akarta szerződtetni őket, de azok inkább George Harrison Dark Horse Records cégéhez írtak alá. 
Evans 1973-ban különköltözött feleségétől. Los Angelesbe utazott, ahol Lennon is élt akkori barátnőjével May Pang-gal. Dolgozott Harrison All Things Must Pass c. lemezénél és John Lennon/Plastic Ono Band albumának felvételénél is. Társszerző volt Harrison és a Splinter mellett.

## Halála
Evans depressziós volt válása miatt. Halála napján is drogozott és ivott is. Teljesen zavart volt, barátnője, Fran Hughes értesítette a rendőrséget, mert egy légpuskával fenyegetőzött. A kiérkező rendőröket is fenyegette a fegyverrel, mire azok lelőtték.
1. 1 2  Find a Grave (angol nyelven). Find a Grave . (Hozzáférés: 2017. október 9.)